# Split Second
Split Second ist ein britisch-US-amerikanischer dystopischer Science-Fiction-Film mit Rutger Hauer und Kim Cattrall aus dem Jahr 1992. Regie führte Tony Maylam; das Drehbuch schrieb Gary Scott Thompson. Der Film kam nicht in die deutschen Kinos und wurde ab dem 16. September 1992 auf VHS vermarktet.

## Handlung
Im Jahr 2008 hat der, aufgrund des Klimawandels, steigende Meeresspiegel große Teile von London unter Wasser gesetzt. Harley Stone, ein ausgebrannter und zynischer Detective der Mordkommission mit einer offensichtlichen Schwäche für großkalibrige Waffen, ist auf der Jagd nach einem brutalen Serienmörder, der nach einer jahrelangen Unterbrechung wieder in der Gegend sein Unwesen treibt. Dessen Merkmal ist, dass er seinen Opfern stets das Herz aus dem Körper reißt.
Nach einem weiteren solchen Mord in einer Diskothek, den er trotz seiner unmittelbarer Nähe nicht verhindern konnte, wird er zu seinem Vorgesetzten zitiert und bekommt von diesem einen neuen Partner, Polizist Dick Durkin, zugewiesen. Stone erkennt in der Mordserie die Handschrift des Mörders, der vor Jahren seinen Partner getötet hat. Nach weiteren Morden und mit Blut an Wände und Decken geschriebenen mysteriösen Botschaften kristallisiert sich heraus, dass die Morde den Gezeiten bzw. dem Mondzyklus folgen, der Mörder mehrere verschiedene menschliche DNA-Stränge, viel Kraft und ein ungewöhnlich großes Gebiss besitzt.
Als Stones Freundin Michelle, die Witwe seine Ex-Partners, entführt wird verfolgen Stone und Durkin, schwer bewaffnet, den unheimlichen Täter in die überschwemmte und stillgelegte U-Bahn. Dort entdecken sie, dass der Mörder nicht menschlicher Natur, sondern eine unheimliche, mit langen klingenähnlichen Krallen bewehrte Kreatur ist, die aber gleichwohl intelligent und rational handelt, wobei es sich auch als Mensch tarnen kann, was es ihm ermöglicht unter Menschen zu sein. Das aufrecht gehende Wesen, was zumeist nur schemenhaft oder nur teilweise gezeigt wird, ist darauf aus Stone zu töten, genau wie es dies vor Jahren mit dessen Partner gemacht hat. Auch die zuvorigen Morde gehörten zu seinem Plan, der um diesen nicht näher erklärten Bezug zu Stone kreist.
Nach einem finalen Kampf in dem verlassenen U-Bahn-Tunnel ist Stone zusammen mit Durkin in der Lage das Monster zu töten. Als Stone, Durkin und Michelle den Ort des blutigen Geschehens verlassen, sieht man im Wasser hinter ihnen größere Blasen aufsteigen, welche bei dem Zuschauer die unheimliche Vermutung aufkommen lassen sollen, dass es hier eventuell noch weitere, ähnliche Bedrohungen gibt.

## Rezeption
An den Kinokassen war Split Second nur wenig erfolgreich. Auf dem US-Markt spielte der Film nur 5,4 Mio. US-Dollar ein. Die Kritiken zum Film sind dementsprechend negativ. Das Branchenblatt Variety sprach von einem „extrem dummen Monsterfilm, der genügend Gewalt und Spezialeffekte“ biete, um „weniger kritische Video-Fans“ zu überzeugen. The New York Times urteilte, der Film sei selbst für das Genre des übernatürlichen Thrillers „ziemlich dämlich“, und die Los Angeles Times bezeichnete den Film als „monströses Desaster“. In Deutschland war das Kritikerecho ähnlich: Die Cinema meinte, die „billige Plotte“ versuche vergeblich, „die ‚Predator‘-Story mit ‚Blade Runner‘-Atmosphäre zu mischen“. Der film-dienst urteilte hingegen, der Film sei ein „auf Atmosphäre bedachter Horrorfilm, der verschiedene Genrezutaten“ mixe und auch „die Klimakatastrophe in die Handlung“ einbaue.